# Consistório Ordinário Público de 1922
O Papa Pio XI criou oito cardeais em seu primeiro consistório, dos quais seis participaram. Reig, arcebispo de Toledo, recebeu seu chapéu vermelho do rei da Espanha, e Locatelli, núncio papal em Portugal, do presidente da República Portuguesa. No caso de Reig y Casanova, um viúvo, Pio ignorado a regra estabelecida em 1585 pelo Papa Sisto V que ninguém que havia sido casada poderia ser feito cardeal. Padre Ehrle, um jesuíta que havia servido como arquivista do Vaticano por vários anos, inicialmente recusou a honra, mas cedeu depois de uma reunião privada com Pio.

## Cardeais Eleitores
| Nº                 | País               | Nome                    | Idade              | Cargo                                   | Título ou Diaconia                                           |
| Cardeais eleitores | Cardeais eleitores | Cardeais eleitores      | Cardeais eleitores | Cardeais eleitores                      | Cardeais eleitores                                           |
| ------------------ | ------------------ | ----------------------- | ------------------ | --------------------------------------- | ------------------------------------------------------------ |
| 1                  | Itália             | Achille Locatelli       | 66                 | núncio apostólico em Portugal           | Cardeal-Presbítero de São Bernardo nas Termas Dioclecianas   |
| 2                  | Itália             | Giovanni Bonzano        | 55                 | delegado apostólico na Estados Unidos   | Cardeal-Presbítero de São Pancrácio                          |
| 3                  | Espanha            | Enrique Reig y Casanova | 63                 | Arcebispo de Toledo                     | Cardeal-Presbítero de São Pedro em Montorio                  |
| 4                  | França             | Alexis-Armand Charost   | 62                 | Arcebispo de Rennes                     | Cardeal-Presbítero de Santa Maria da Vitória                 |
| 5                  | Itália             | Eugenio Tosi, O.Ss.C.A. | 58                 | Arcebispo da Milão                      | Cardeal-Presbítero de Santos Silvestre e Martinho nos Montes |
| 6                  | França             | Stanislas Touchet       | 74                 | bispo da Orléans                        | Cardeal-Presbítero de Santa Maria sobre Minerva              |
| 7                  | Itália             | Giuseppe Mori           | 72                 | secretário da Congregação do Conselho   | Cardeal-diácono de São Nicolau no Cárcere                    |
| 8                  | Alemanha           | Franz Ehrle, S.J.       | 77                 | Teólogo do Pontifício Instituto Bíblico | Cardeal-diácono de São Cesário em Palatio                    |

## Link Externo
- «Catholic Hierarchy» (em inglês)